# ألاموصور

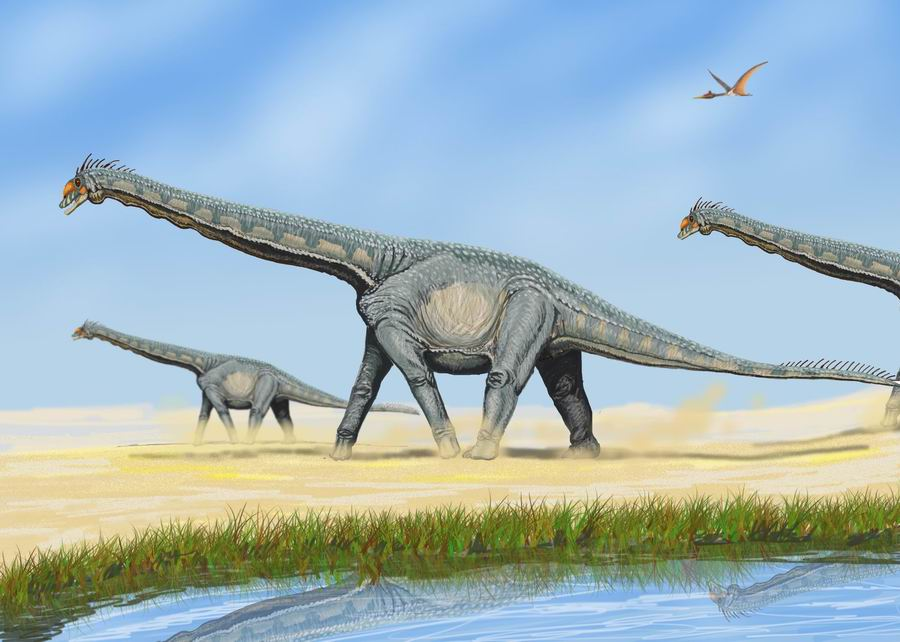
اعادة انشاء

الألاموصورس (Alamosaurus)، (يعني "سحلية أوچو ألامو"، "Ojo Alamo lizard") هو جنس من ديناصورات تيتانوصورات الصوروبودا، وهو يتضمن نوع واحد معروف هو ألاموصورس سانجوانينسيس (Alamosaurus sanjuanensis) عاش خلال عصر الطباشيري المتأخر فيما هو الآن أمريكا الشمالية، الفقرات المعزولة والأطراف تشير إلى أنها وصلت إلى أحجام مماثلة للأرجنتينوسورس والبويرتاسورس، مما قد يجعله أكبر ديناصور معروف من أمريكا الشمالية، تم استخراج الحفريات من مجموعة متنوعة من التكوينات الصخرية التي تغطي حقبة الماسترخي من العصر الطباشيري المتأخر، وتم استخراج عينات من صغير الألاموصورس سانجوانينسيس بعد أمتار قليلة أدنى حدود الطباشيري-الباليوجين في تكساس، مما يجعلها من بين آخر أنواع الديناصورات غير الطائرة الباقية على قيد الحياة.

## في الثقافة العامة
ظهر الألاموصورس في الفيلم الوثائقي آخر يوم للديناصورات.